# 120 Tauri
120 Tauri är en eruptiv variabel av Gamma Cassiopeiae-typ (GCAS) i Oxens stjärnbild.
120 Tau varierar mellan visuell magnitud +5,43 och 5,72 utan någon periodicitet.